# Керченський політехнічний коледж
Керченський політехнічний коледж  - вищий навчальний заклад у Керчі, Крим, де здійснюється підготовка висококваліфікованих фахівців освітньо-кваліфікаційних рівнів «бакалавр», «спеціаліст» і «магістр» за 16 спеціальностями. Щороку до коледжу вступає близько 300 студентів на різні спеціальності. 

## Історія
1930 року було засновано Керченський гірничо-металургійний технікум  на підтримку залізної руди Камиш-Бурун і заводу металів Войкова.  За час існування технікуму було підготовлено і випущено близько тисячі випускників до моменту вторгнення Німеччини в 1941 році, потім чого технікум було евакуйовано до Уралу, та лише 1945 року його було повернуто до Керчі. Після повернення технікум продовжив підготовку різних спеціалістів для роботи в металургійних регіонах України та в Міністерстві чорної металургії СРСР, залишаючись єдиним спеціальним середнім навчальним закладом у місті до 1952 року.
Технікум змінив профіль і став політехнічним у 1990 році.
2011 року він був реорганізований у Керченський політехнічний коледж Національного університету харчових технологій.
Незабаром після анексії Криму Росією колегія була націоналізована наказом так званої Державної ради Криму від 11 квітня 2014 року. 
7 квітня 2015 року в коледжі з ініціативи його викладача Віталія Некрасова відкрили музей бойової слави.  Керченський технікум сфери послуг (відкритий у 1925 р.) Був об'єднаний з Керченським політехнічним коледжем у 2016 році. 
17 жовтня 2018 року Керченський політехнічний коледж став місцем масового вбивства, в результаті якого 20 людей загинули та 70 отримали поранення. Злочинець покінчив життя самогубством на місці подій. 

## Видатні випускники
- Кокорін Анатолій Михайлович[ru] (1921–1943) – Герой Радянського Союзу, молодший лейтенант.[6]
- Геращенко Іван Абрамович[ru] (1920–1945) – Герой Радянського Союзу, сержант.

## Зовнішні посилання
- Керченський політехнічний коледж у соціальній мережі «ВКонтакті»